# Boško Drašković
Pour les articles homonymes, voir Drašković.
Boško Drašković est un boxeur monténégrin né le 1er avril 1987 à Nikšić.

## Carrière
Sa carrière amateur est principalement marquée par une médaille d'or remportée aux Jeux méditerranéens de Pescara en 2009 dans la catégorie mi-lourds. Invité pour les Jeux olympiques de Londres en 2012, il est éliminé dès le premier tour par le nicaraguayen Osmar Bravo.

## Palmarès

### Jeux méditerranéens
- Médaille d'or en catégorie mi-lourds (-81 kg) en 2009 à Pescara (Italie)

## Référence
1. ↑  (en) Résultats des Jeux olympiques 2012 (amateur-boxing.strefa.pl)